# Cinematografia tunisiană

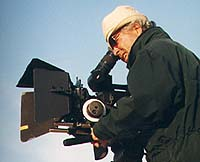
Naceur Ktari (2000)

Cinematografia tunisiană însumează aproximativ 600 de filme cuprinse în Cinemateca Națională, tratând în general teme regăsite în societatea tunisiană.
Câteva dintre aceste producții cinematografice au cunoscut un succes internațional, precum filmul lui Kamel Cherif, Signe d'appartenance (Simbol de apartenență), care obține primul premiu de la Mostra de Venise, Halfaouine - l'enfant des terrasses (Halfaouine, copilul teraselor), și Un été à La Goulette (O vară în La Goulette) de Férid Boughedir, Les Ambassadeurs (Ambasadorii) de Naceur Ktari, Essaïda de Mohammed Zran, și Satin rouge (Satin roșu) de Raja Amari.

## Istoric
În 1896, frații Lumière filmează pe străzile din Tunis. În 1897 au loc primele proiecții cinematografice în capitală, organizate de Albert Samama-Chikli și fotograful francez Soler.
În 1919, primul lung metraj realizat pe continentul african Les Cinq Gentlemen maudits (Cei cinci domni blestemați) de Luitz-Morat, este turnat în Tunisia. În 1922, Samama-Chikli realizează primul scurt-metraj tunisian, Zohra și în 1923, un al doilea film de acțiune, Aïn el Ghazal sau La Fille de Carthage. Drame de la vie arabe. Fiica sa Haydée joacă în cele două filme.
În 1939, Le fou de Kairouan (Nebunul din Kairouan), primul film tunisian în limba arabă se filmează în Kairouan. În 1966, primul lung-metraj tunisian (95 min) în alb și negru este realizat și produs de către Omar Khlifi : L'aube (Zorile) turnat în 35 mm. În 1967 este realizat primul film de animație, scurt metrajul Notre Monde (Lumea noastră) de Habib Masrouki.
În 1927 prima societate tunisiană de distribuție de film, Tunis-film, își începe activitățile. După independență, producția filmelor depinde întru-totul de Societatea Anonimă Tunisiană de Producție și Expansiune Cinematografică (SATPEC), care se ocupă cu gestionarea activităților cinematografice din țară. Cu toate acestea, în anii 1980 asociația își încetează activitatea din cauza dezvoltării sectorului privat.

## Producții
Producțiile tunisiene, produse de două organisme, Ministerul de Cultură și ANPA (pentru televiziune și suport video ), rămân rare și confidențiale: zeci de filme ieșite după 1967 care ilustrează fenomenul de mutilare socială, reîntoarcerea la identitate și șocul modernității. Cu toate acestea, unele dintre ele se bucură de un anume succes în afara Tunisiei. 
Media anuală de producție cinematografică tunisiană este de trei lung-metraje și șase scurt-metraje, ceea ce este departe de a îndeplini obiectivul inițial de cinci lung-metraje și zece scurt-metraje pe an. Acest lucru se explică prin lipsa de laboratoare de post-realizare, ceea ce implică un transfer de filme în străinătate. Începând din noiembrie 2006, se deschide un laborator tunisian privat în Gammarth de către Tarak Ben Ammar, asociat lui Silvio Berlusconi, care a produs 65 de filme internaționale și care dirijează un grup financiar european în sectorul televizual și al laboratoarelor de cinematografie.
Printre cele mai cunoscute, este  Un été à La Goulette (1996) de Ferid Boughedir, o retrospectivă a micii comunități de La Goulette într-o perioadă în care musulmanii, evreii și creștinii trăiau în toleranță și fericire.  Halfaouine - l'enfant des terrasses (Halfaouine, copilul teraselor) este fără îndoială cel mai mare succes al cinematografiei tunisiene, spunând povestea unui copil pe străzile capitalei Tunis, în anii 1960. În L'homme de cendres (Bărbatul cenușilor), tratează teme precum pedofilia, prostituția și relațiile dintre comunitățile musulmane și evreiești. În Les Ambassadeurs (Ambasadorii), Naceur Ktari ilustrează atitudinea rasistă a francezilor față de imigranții magrebini. Acest film obține premiul  Le Tanit d'or la Zilele Cinematografice ale Cartaginei, în 1976, premiul special al juriului la Festivalul Internațional de Film de la Locarno în același an, și este nominalizat la Festivalul de la Cannes în 1978 la categoria Un Certain Regard. 

## Documentare
Filmul documentar tunisian îi este datorat cineaștilor precum Mahmoud Ben Mahmoud, Nouri Bouzid, Elyes Baccar, Ibrahim Letaief, Nadia el Fani, Ridha Béhi, Mohamed Zran, Nejib Ben Azouz, Hichem Ben Ammar, Anis Lassoued, Abdellatif Ben Ammar, și tinerilor cineaști care consideră deosebit de importantă ilustrarea realităților tunisiene. Cinematografia tunisiană reînvie acest gen la sfârșitul anilor 1990, fiind abordat cu sfială în primii ani de cinematografie.
Festivalul Internațional de Film Documentar Doc à Tunis a cărui primă ediție a avut loc între 5-9 aprilie 2006, confirmă această ”renaștere”.

## Producții străine
În medie, aproximativ 20 de filme străine se filmează anual în Tunisia, deoarece beneficiază de anumite avantaje și facilități.  Producătorul Tarak Ben Ammar, nepotul lui Wassila Bourguiba a atras marii regizori ai lumii în studiourile sale de la Monastir. Roman Polanski a filmat aici Pirates (Pirați) și Franco Zeffirelli, Iisus din Nazaret. Până și George Lucas a fost sedus de decorul natural din Sudul tunisian,unde s-a filmat o parte din scenele din Star Wars.

## Situația actuală
Astazi, producția cinematografică tunisiană este destul de slabă, iar numărul de cinematografe este în scădere. În perioada anilor 1990 erau aproximativ 114 săli de cinema, iar în 2012, doar 12, multe dintre acestea fiind închise sau transformate. Inevitabil, și numărul cinefililor a scăzut considerabil. Observatorii consideră că și natura publicului este una diferită în comparație cu anii 1970 și 1980. Aceștia adaugă faptul că studenții, interesați inițial de filme cu teme politice și-au schimbat acum perspectivele. În sălile de cinema rulează acum filme fără conținut comercial, iar genul erotic (interzis minorilor sub 16 ani) începe să se răspândească în scopul de a atrage publicul. La acești factori se adaugă proliferarea societăților de film și apariția unor canale prin satelit specializate în cinema. Potrivit cifrelor oficiale, nu există cinematografe în zece guvernorate din 24. În ceea ce privește producătorii, aceștia se declară nemulțumiți de faptul că cluburile de film priatează filmele și încalcă drepturile de autor, ceea ce privează de beneficiile de pe urma filmelor realizate de ei.
Pentru criticii de film, din 1966, anul de producție a primului lung-metraj tunisian, cinematografia tunisiană a trecut prin trei etape:
- filmele care sărbătoreau eliberarea și rezistența tunisiană - Omar Khlifi (Sourakh sau Dhil al ardh);
- filme care tratează problemele  după obținerea independenței, inclusiv a imigrației, ca filmul lui Naceur Ktari (Les Ambassadeurs);
- filme care evocă memoria națională - Moufida Tlatli (Les silences du palais).
Această perioadă a dat naștere unor numeroase controverse în ceea ce privește critica de film, din cauza apariției a scenelor senzuale și de nuditate, în timp ce realizatorii tunisieni spun ca își doresc să arate o imagine folclorică și interesantă a societății tunisiene, dar unii susțin că aceste imagini sunt impuse de către companiile de producție. Subvențiile acordate de Ministerul Culturii nu depășesc 60% din costul total al unui film, fapt care i-a determinat pe producătorii tunisieni să se îndrepte către companii străine, inclusiv franceze, care impun propriile condiții și care cer inserarea unor astfel de scene. 

## Manifestații
Zilele Cinematografice de la Cartagina, festival creat în 1966 și organizat odată la doi ani, reprezintă cel mai vechi festival de film din țările în dezvoltare.

## Festivalul de la Cannes
Producătorii de film tunisieni participă deseori la Festivalul de la Cannes. De asemenea, aceștia sunt solicitați pentru a face parte din juriu. Ferid Boughedir este primul Nord-african care a fost desemnat membru al juriului de lung-metraj din cadrul festivalului. Acesta a fost urmat de Moufida Tlatli.
- 1970 : Une si simple histoire d eAbdellatif Ben Ammar : Compétition officielle

- 1977 : Soleil des hyènes de Ridha Béhi : Quinzaine des réalisateurs

- 1978 : Les Ambassadeurs de Naceur Ktari : Un certain regard

- 1981 : Aziza de Abdellatif Ben Ammar : Quinzaine des réalisateurs

- 1982 : L'Ombre de la terre de Taïeb Louhichi : Sélection officielle

- 1983 : Caméra d'Afrique de Férid Boughedir : Un certain regard

- 1985 : Les Anges de Ridha Béhi : Quinzaine des réalisateurs

- 1986 : L'Homme de cendres de Nouri Bouzid : Un certain regard

- 1987 : Caméra arabe de Férid Boughedir : Un certain regard

- 1989 : Les Sabots en or de Nouri Bouzid : Un certain regard

- 1989 : Arab de Fadhel Jaïbi et Fadhel Jaziri : Semaine de la critique

- 1990 : Halfaouine, l'enfant des terrasses de Férid Boughedir : Quinzaine des réalisateurs

- 1991 : Poussière de diamant de Mahmoud Ben Mahmoud et Fadhel Jaïbi  : Quinzaine des réalisateurs

- 1992 : Bezness de Nouri Bouzid : Quinzaine des réalisateurs

- 1994 : Les Silences du palais de Moufida Tlatli : Quinzaine des réalisateurs

- 2001 : Fatma de Khaled Ghorbal : Quinzaine des réalisateurs

## Muzeul cinematografic
Muzeul cinematografic tunisian a fost inaugurat în 1998: oferă o perspectivă asupra dezvoltării tehnologiei de film și găzduiește o colecție de echipament cinematografic care datează din 1904.
Muzeul cuprinde o secțiune care reflectă perioada dinaintea apariției cinematografiei, perioadă în care predominau spectacolele de Karakouz, practicate în Tunisia încă din sec al XIV -lea, utilizând tehnica chinezească de umbre, dar și Teatro dei Pupi. Alte secțiuni ale muzeului cuprind expoziții de aparate de fotografiat, camere video, proiectoare, discuri din epoca filmului-mut, și câteva piese foarte rare datând de la începutul secolului al XX-lea. La primul etaj, este amenajată o mică sală pentru proiecția de filme. 